# Hippasosa qiongzhongensis
Espèce
Synonymes
- Ocyale qiongzhongensis Yin & Peng, 1997

Hippasosa qiongzhongensis est une espèce d'araignées aranéomorphes de la famille des Lycosidae.

## Distribution
Cette espèce est endémique de Hainan en Chine. Elle se rencontre dans le xian de Qiongzhong.

## Description
Le mâle holotype mesure 13,50 mm.
Le mâle décrit par Wang, Lu, Cai, Barrion, Heong, Li et Zhang en 2021 mesure 18,83 mm et la femelle 21,51 mm.

## Systématique et taxinomie
Cette espèce a été décrite sous le protonyme Ocyale qiongzhongensis par Yin et Peng en 1997. Elle est placée dans le genre Hippasosa par Sherwood en 2022.

## Étymologie
Son nom d'espèce, composé de qiongzhong et du suffixe latin -ensis, « qui vit dans, qui habite », lui a été donné en référence au lieu de sa découverte, le xian de Qiongzhong.

## Publication originale
- Yin & Peng, 1997 : « A new species of the Ocyale (Araneae, Lycosidae) from China. » Acta Arachnologica Sinica, vol. 6, p. 6-8.